# 투 이치, 히즈 온 스타일
투 이치, 히즈 온 스타일(Andaz Apna Apna, To Each, His Own Style)은 인도에서 제작된 라즈쿠마르 산토시 감독의 1994년 코미디 영화이다. 아미르 칸 등이 주연으로 출연하였다.

## 출연

### 주연
- 아미르 칸
- 살만 칸
- 라비나 탄돈

### 조연
- 카리스마 카푸르